# Smicroloba fulvipennis
Smicroloba fulvipennis är en fjärilsart som beskrevs av W. Warren 1913. Smicroloba fulvipennis ingår i släktet Smicroloba och familjen nattflyn. Inga underarter finns listade i Catalogue of Life.